# Epiduralkanüle

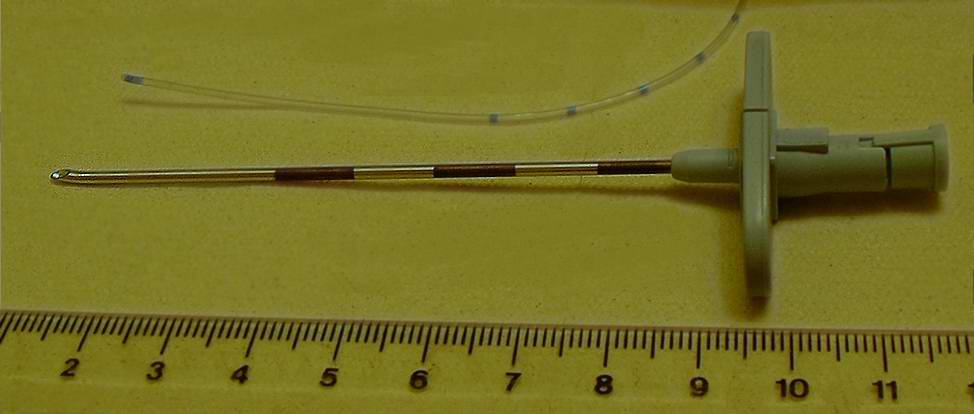
Tuohy-Nadel, Größe 16G, mit passendem Periduralkatheter im Hintergrund

Als Epiduralkanüle (Epiduralnadel, Periduralnadel oder -kanüle) werden Kanülen bezeichnet, die sich aufgrund ihrer speziellen Form dazu eignen, den Epiduralraum (Periduralraum) zu punktieren und durch die Injektion von Anästhetika und/oder das Einbringen eines Epiduralkatheters eine Epiduralanästhesie (synonym Periduralanästhesie) zu bewirken. Die heute fast ausschließlich genutzte Variante ist die Tuohy-Kanüle (nach Edward Tuohy, US-amerikanischer Anästhesist, 1908–1959). Es existieren modifizierte Versionen, die eine gleichzeitige Spinalanästhesie ermöglichen (Kombinierte Spinal- und Epiduralanästhesie).

## Entwicklung und Aufbau
Nachdem August Bier 1899 die erste klinische Anwendung der Spinalanästhesie beschrieben hatte, veröffentlichte der französische Radiologe Jean-Anthanase Sicard den ersten Bericht über eine Punktion des Periduralraumes, die er in Höhe des Kreuzbeines durchgeführt hatte, um chronische Schmerzen in diesem Bereich zu lindern.

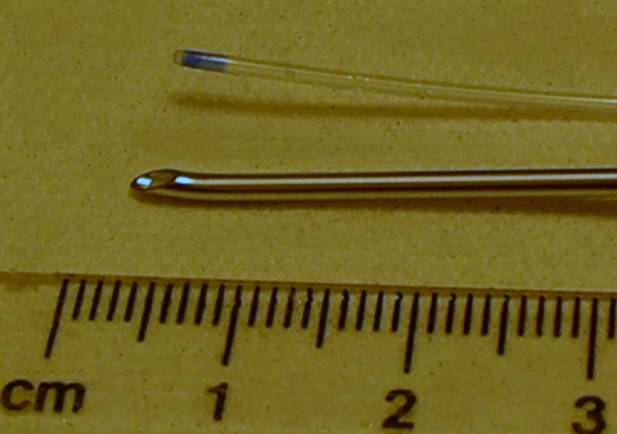
Spitze der Tuohy-Nadel, Detail

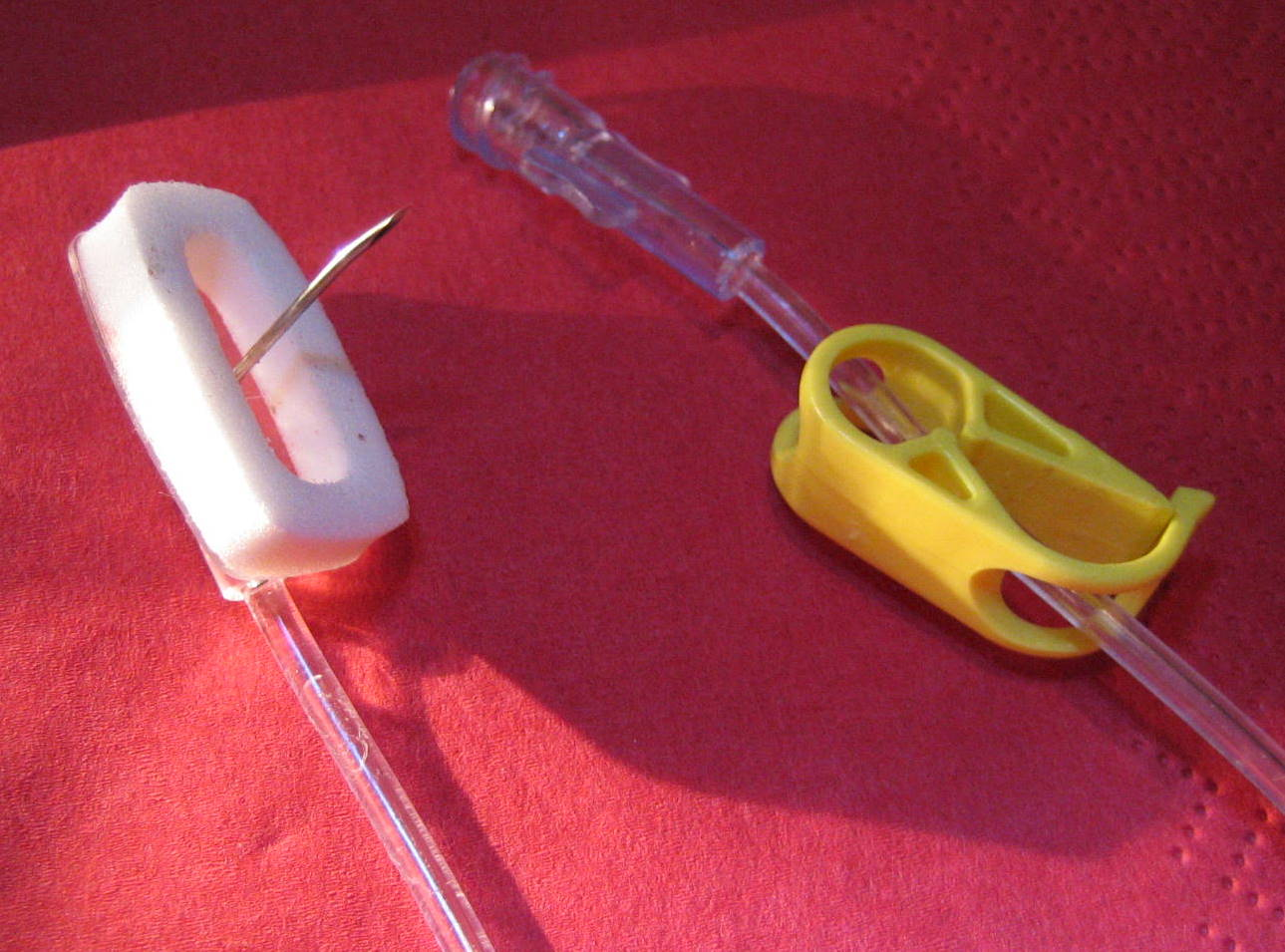
Im Vergleich eine Portnadel mit Huber-Spitze

Einmalige Injektionen in den Periduralraum in Höhe der Lendenwirbelsäule sind 1921 durch den Spanier Fidel Pagés und 1933 durch den Italiener Archile Mario Dogliotti (1897–1966) dokumentiert. Kontinuierliche Blockaden erfolgten durch den rumänischen Gynäkologen Eugene Aburel (1931) und den Amerikaner Robert A. Hingson. (ab 1942). Sie nutzten für diesen Zweck gerade Spinalnadeln nach Barker, mit denen das Einbringen eines Katheters (anfänglich wurden dünne Urinkatheter dafür genutzt) unpraktisch und schwierig war, mit entsprechend geringen Erfolgsquoten des Verfahrens.
Edward Tuohy, ehemaliger Militärarzt und Anästhesist an der Mayo Clinic, entwickelte in den 1940er Jahren die später nach ihm benannte Punktionskanüle. Entscheidende Änderungen waren die gebogene Spitze der Nadel sowie ein Mandrin, der ein Verschleppen von Hautzellen verhinderte. Durch die Biegung der Kanüle gelang es nun, den eingeführten Katheter in eine Rückenmarksparallele Anordnung zu bringen, was die Erfolgsraten steigerte. Tuohy dachte sich dieses Prinzip allerdings nicht selbst aus, sondern übernahm die Erfindung des Zahnarztes Ralph L. Huber (1890–1953). Dieser hatte die gebogene Kanülenspitze entwickelt, um den Injektionsschmerz in Blutgefäße und die Gewebstraumatisierung zu mindern (heutige Portnadeln besitzen ebenfalls eine solche Spitze). Tuohy ließ Huber bei der Beschreibung seiner modifizierten Nadel unberücksichtigt, was heute kritisiert wird. Er erkannte auch nicht die Möglichkeit, mit der Kanüle einen Schmerzkatheter in den Epiduralraum einzubringen, sondern war vielmehr an einer kontinuierlichen Anästhesie im Spinalraum interessiert. Die epidurale Anwendung wurde erst durch den kubanischen Anästhesisten Cuban Manuel Martinez Curbelo popularisiert.
Es erfolgten später vielfache weitere Modifikationen der Tuohy-Nadel, unter anderem durch Charles E. Flowers, Robert Hustead, O. B. Crawford, Jess Weiss und Jürgen Sprotte. Diese hatten eine bessere Praktikabilität und geringere Gewebstraumatisierung zum Ziel, unter anderem, um die hohe Rate an postpunktionellem Kopfschmerz zu verringern, die eine versehentliche Punktion des Spinalraumes mit sich bringt.

## Anwendung
Hauptartikel: Periduralanästhesie

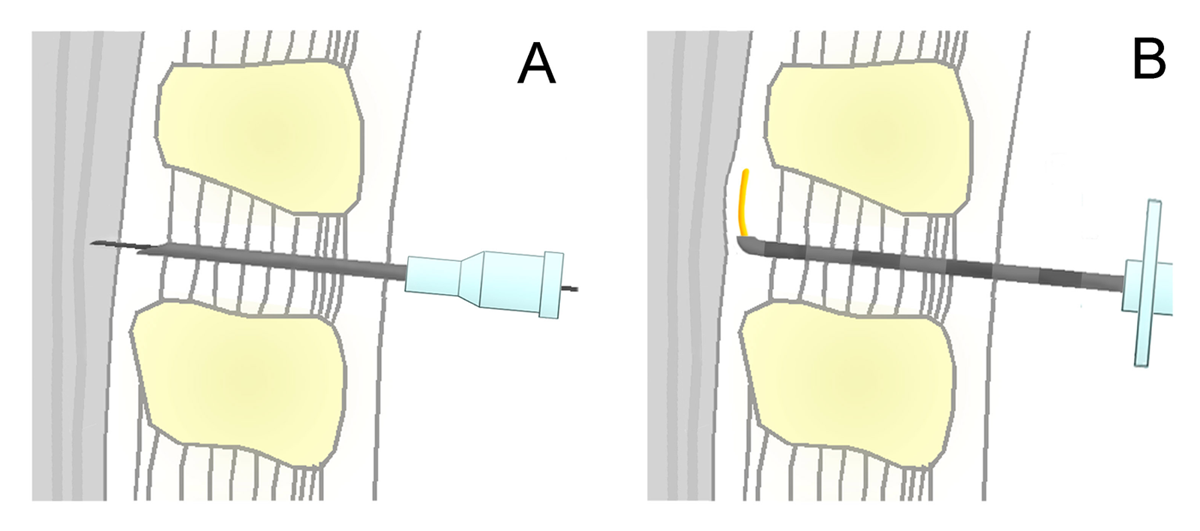
Schematische Darstellung der Periduralanästhesie (B), im Vergleich zur Spinalanästhesie (A)

Die Periduralanästhesie wird im Sitzen oder in Seitenlage unter sterilen Bedingungen durchgeführt. Die Wahl der Höhe des Punktionsortes an der Wirbelsäule des Patienten ist in erster Linie abhängig vom Anwendungszweck (auf Höhe der Lendenwirbelsäule in der Geburtshilfe, auf Höhe der Brustwirbelsäule bei Eingriffen des Brustkorbes oder Bauchraumes). Nach Desinfektion und Lokalanästhesie der Haut wird zwischen zwei Dornfortsätzen der Wirbelsäule die Tuohy-Nadel in den Rücken des Patienten eingeführt. Die Nadel durchdringt die Bandstrukturen der Wirbelsäule und erreicht nach deren Passage den Periduralraum. Während des Vorgangs wird mit einer an die Tuohy-Nadel konnektierten Spritze kontinuierlich leichter Überdruck ausgeübt; nach Erreichen des Periduralraumes lässt sich im Gegensatz zur Nadelposition in den Bändern leicht Flüssigkeit oder Luft einspritzen, wodurch sich die korrekte Positionierung der Kanülenspitze identifizieren lässt (Loss-of-Resistance- oder Widerstandverlustmethode). Durch die Kanüle können dann Anästhetika (meist Lokalanästhetika, Opioide) injiziert oder gegebenenfalls ein Periduralkatheter eingeführt werden, über den bei Bedarf (temporär oder permanent) Wirkstoffe verabreicht werden können. Der Periduralkatheter wird infolge der Krümmung der Kanüle (die u. a. hierfür gezielt gewünscht ist) parallel zum Rückenmark eingebracht, meist in Richtung Kopf (kranial), wie in nebenstehender Schematik unter „B“ in rot dargestellt.